# Омерович, Сулейман
Сулейман «Цар» Омерович (сербохорв. Сулејман Омеровић Цар / Sulejman Omerović Car; 8 мая 1923, Маглай, Королевство сербов, хорватов и словенцев — ноябрь 1945, дорога Осиек—Нашице, НР Хорватия, ФНРЮ) — югославский боснийский партизан Народно-освободительной войны Югославии, Народный герой Югославии.

## Биография
Родился в 1923 году в Маглае в бедной крестьянской семье. Окончил начальную школу в родном селе, после чего переехал в Сараево. Обучался в медресе, проживал в интернате. Во время обучения в школе увлёкся передовыми политическими идеями и собрал группу единомышленников, за что арестовывался полицией. Впрочем, полиция его отпускала, не получив доказательств его незаконной деятельности.
После капитуляции Югославии в Апрельской войне и становлении усташской власти Сулейман остался в оккупированном Сараеве, где работал членом Союза коммунистической молодёжи Югославии. В феврале 1942 года получил приказ покинуть Сараево и уйти в партизаны с группой друзей из интерната. С 1 марта 1942 года — боец 1-го черногорского батальона 1-й пролетарской ударной бригады. В июле 1943 года был ранен. Член КПЮ с 1942 года.
В мае 1942 года Сулейман принял боевое крещение на Синяевине, где партизаны в течение месяца воевали против четников Павле Джуришича. Участвовал в боях бригады за Дурмитор, Кониц, Купрес, Ключ, Босанско-Грахово, Яйце, Йошавку, Иван-Седло, в боях на Неретве, на Дрине и у Бродарево. В дни битвы на Сутьеске как заместитель политрука вёл роту в наступление для защиты раненых у Челебича. В должности политрука роты прикрывал отступление батальона 8 июля 1943 года во время сражения у Цапарде и был тяжело ранен.
После выздоровления Сулейман продолжил службу в партизанских частях Воеводины. Был политруком батальона, заместителем командира бригады и позднее возглавлял 3-ю воеводинскую бригаду, с которой сражался под Сремом, Маевицей, Бирачем, Озреном, Требавой, Яхориной, Зеленгорой, Пивой, Лозницей, Цером, Белградом, Сремской-Митровицей, Бараньей и дошёл до Клагенфурта. Дослужился до звания подполковника ЮНА и командира 5-й воеводинской бригады.
Погиб в ноябре 1945 года на трассе Осиек—Нашице, попав в засаду крижарей. 20 декабря 1951 года посмертно награждён орденом и званием Народного героя Югославии. Его имя с 11 июня 1951 года по 24 сентября 2004 года носила школа в Маглае, в школьном дворе установлен памятник.